# 清原武彦

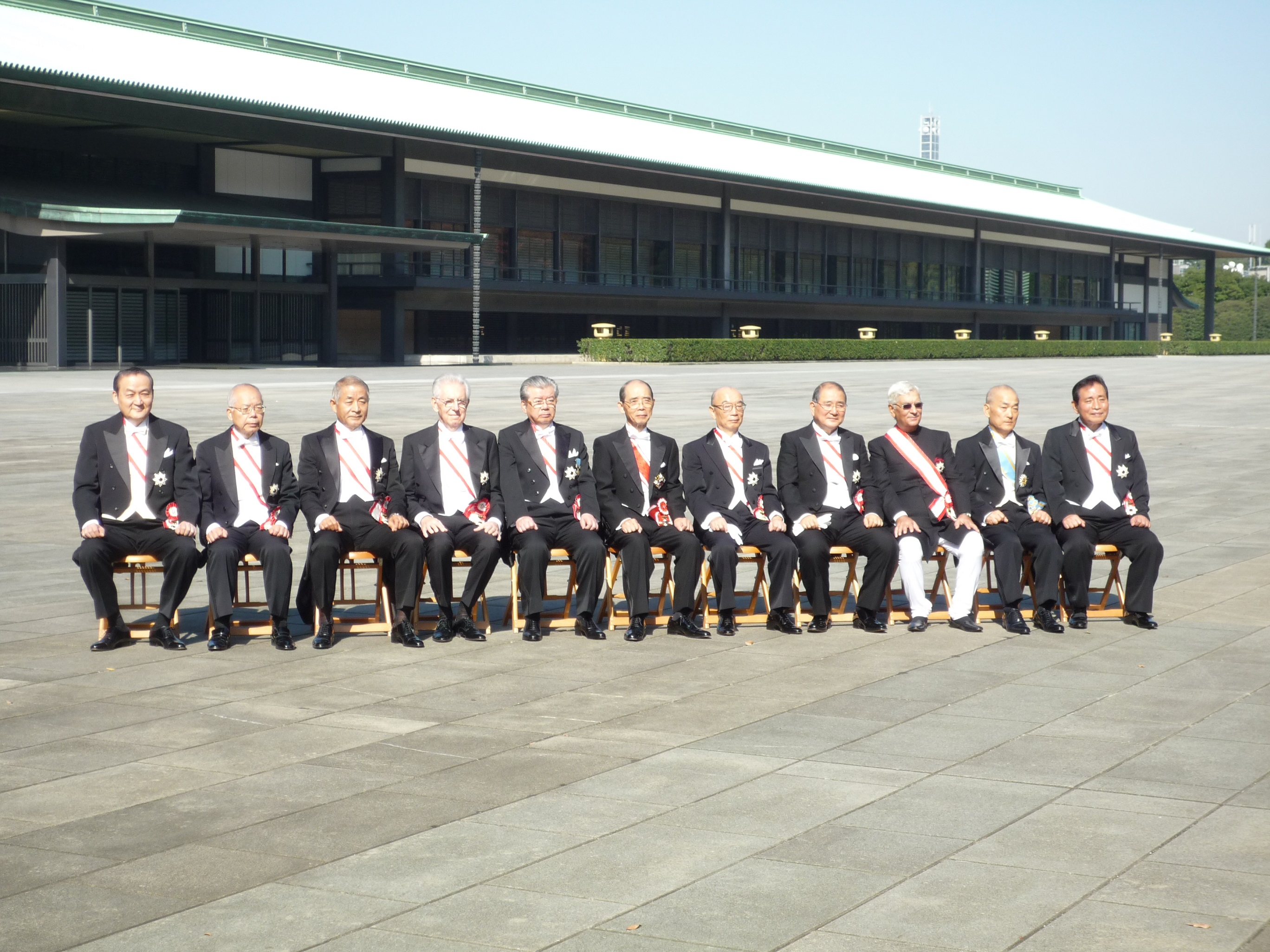
2015年11月5日、大綬章の親授式後の記念写真にて（右から5人目）

清原 武彦（きよはら たけひこ、1937年（昭和12年）10月31日 - 2024年（令和6年）12月27日）は、日本のジャーナリスト、実業家。産経新聞社特別顧問、日本美術協会副会長。
父は検事総長を務めた清原邦一。甥はフジテレビプロデューサーの清原邦夫。

## 来歴・人物
清原邦一の次男として東京で生まれる。第二次世界大戦中、疎開した和歌山県・粉河の長田町小学校に入学、戦後は成蹊中学校・高等学校を経て1962年（昭和37年）慶應義塾大学法学部法律学科を卒業。同年、産経新聞社に入社した。
2024年12月27日午前7時4分、肺炎のため東京都新宿区の慶応大学病院で死去した。87歳没。

### 編集担当部門にて
東京本社社会部、横浜総局記者を短期間務めた後、1964年（昭和39年）から社内留学生として2年間、アメリカに留学、聴講生としてミシガン大学で学んだ。66年帰国後、原部の社会部を経て政治部に転勤、以後、長く政治記者の道を歩む。1981年（昭和56年）からワシントン特派員（支局員1年、支局長2年）を務め、帰国後、東京本社政治部長、編集局次長、同局長、取締役論説委員長、常務取締役編集局長、専務取締役編集・正論・論説担当などを歴任した。この間、78年から3年弱、鹿内信隆社長時代における秘書室長を務めた。

### 経営担当部門にて
1990年（平成2年）、取締役に選任され論説委員長を務め、常務、専務を経て、97年に代表取締役社長に就任した。社長時代には、翌年に訪中して唐家璇外相と会談し、31年間にわたって中国当局によって閉鎖されていた北京支局を再開したこと（再開後は中国総局と名付けられた）、また2002年（平成14年）、全国紙として初めて夕刊（東京本社管内）を廃止したこと、などが社会的な話題になった。夕刊廃止は表向きリストラ目的を掲げていたが、東京本社管内の産経新聞を朝刊単独紙とすることで他の全国紙と1000円の価格差を生み、一挙に20万部の増紙につなげた。ただ、テレビコマーシャルで、漫画のキャラクターに「夕刊なんて要らない」と言わせたことが業界内で問題化され、当時勤めていた新聞協会副会長の座を引責辞任した。
2004年（平成16年）に代表取締役会長に退き、15年に取締役相談役、17年に取締役ポストを離れて相談役に就任、19年に相談役を退任、特別顧問に就任した。当人は27年間にわたった取締役の退任挨拶時に、「常に心掛けていたのは産経の特色である『正論路線』の維持・強化だった」と述べている。

### 社外ポスト
フジテレビジョン取締役（2005年～2023年）、フジ・メディア・ホールディングス取締役（2008年～フジテレビジョンより2008年に商号変更～2023年）、日本美術協会副会長（2008年～）、彫刻の森芸術文化財団評議員（2012～）、時事新報社代表取締役社長（2001年～）、慶應義塾評議員（2002～5期務めた上で2022年10月31日をもって定年規定により退任）、交詢社副理事長（2012～）、慶應倶楽部副会長（2014年～2022年退任）、慶應連合三田会理事（2013～2020退任）、日本ペア囲碁協会理事（1994年～）、日本音楽財団評議員（1996年～）、ジェスク音楽文化振興会理事（2006年～）、日本パデレフスキ協会理事（2016年～）等。

### 政府関係審議会委員歴
「第8次選挙制度審議会」（1989～91年）、「第3次臨時行政改革推進審議会」（1991～92年）、「外交強化懇談会」（瀬島龍三会長、91年）、「大蔵省の行政の在り方に関する懇談会」（瀬島龍三座長、1998年）、「日本研究・知的交流事業諮問委員会～国際交流基金の諮問会議（2007～12年）」等。

## 趣味・人柄
囲碁（日本棋院7段）、ピアノ演奏（クラシック、ラグタイム）、音楽鑑賞、野球観戦、ゴルフ、海外ミステリ小説耽読。2009年日本棋院から大倉喜七郎賞を受賞。
交友関係は政財官界の他、音楽界、プロ野球界等。